# شمایل‌شناسی
مجموعه راهکارهایی که برای تفسیر معانی و آشکارسازی پس‌زمینه فرهنگی، اجتماعی و تاریخی نشانه‌ها و نمادهای هنری توسط پژوهشگرانی همچون ابی واربورگ و پس از او فریتز ساکسل و اروین پانوفسکی و پیروانشان پیشنهاد گردیده و توسعه یافته، شمایل‌شناسی یا آیکونولوژی (Iconology) نامیده شده‌است. شمایل‌شناسی گامی فراتر از شمایل‌نگاری (Iconography) می‌نهد که تنها به تحلیل محتوای شکلی تصاویر می‌پردازد. شمایل‌شناسی یک روش تفسیر در تاریخ فرهنگ و تاریخ هنر می‌باشد که پس‌زمینه‌های فرهنگی، اجتماعی و تاریخی موضوعات و الگوها را در هنرهای دیداری آشکار می‌کند.

## پیشینه شمایل‌نگاری و شمایل‌شناسی
پیشینه مطالعات آیکونوگرافی به قرن شانزده میلادی بازمی‌گردد که کتاب آیکونولوجیا اثر سزار ریپا باستان‌شناس انسان‌گرا تدوین شد. نخستین کار تطبیقی درزمینه آیکونوگرافی غیر دینی توسط ابی واربورگ، با مطالعه بر روی تزیینات یک نقاشی دیواری به سال ۱۹۱۲ م. انجام گرفت که نشان داد هنر یک دوره خاص به شیوه‌های گوناگون با مذهب، فلسفه، ادبیات، علم و سیاست و زندگی اجتماعی همان دوره مرتبط است. در ضمن او روشن ساخت که از بسیاری لحاظ رابطه بنیادینی بین آثار کلاسیک باستانی و دوران قرون‌وسطی و دوره مدرن وجود دارد به‌طوری که نهایتاً آثاری از هنرهای زیبا یا کاربردی می‌توانند به‌عنوان مدارک ارزشمند تاریخی در نظر گرفته شوند. اما درنهایت این اروین پانوفسکی بود که به‌واسطه تئوری خود روشی کاملاً علمی و منضبط از آیکونوگرافی و آیکونولوژی ارائه داد. او در کتاب مطالعاتی در آیکونولوژی (مضامین انسان گرایانه در هنر رنسانس) در سال ۱۹۳۲ م. که بعدها در سال ۱۹۵۵ م. با نام «معنا در هنرهای تجسمی» تجدید چاپ شد، کوشید تا میان تعبیر قدیمی آیکونوگرافی به‌عنوان بازنمایی تصویری یک مضمون از طریق یک فیگور و آیکونولوژی به‌عنوان درک و دریافتی فراتر از بازنمایی‌های شمایل تمایز قائل شود.

## تفاوت شمایل‌نگاری و شمایل‌شناسی
اروین پانوفسکی شمایل‌نگاری را «یک شیوه مشخص در یک فضای شناخته شده» می‌داند، در حالی که شمایل‌شناسی «یک شمایل‌نگاری تفسیری شده» است. شمایل‌نگاری شامل گردآوری، طبقه‌بندی و تحلیل اطلاعاتی است که از یک اثر هنری به‌دست می‌آید. پژوهشگر در این رویکرد به بررسی زندگی هنرمند، سبک او، باورهایش و دورانی که در آن زیسته نخواهد پرداخت. در پی آن شمایل‌شناسی که بر بنیان‌های حاصل از بررسی شمایل‌نگارانه استوار است، با نگاهی فراگیرتر و با تکیه بر بافت فرهنگ آفریننده اثر هنری، به‌دنبال درک باورها، اندیشه‌ها و ارزش‌های فرهنگی آشکار در آن اثر است. شمایل‌شناسی تلاش می‌کند اصول اساسی پنهانی را آشکار سازد که زیربنای نگرش یک ملت، یک دوره تاریخی، یک مکتب هنری، یک دین یا یک رویکرد فلسفی را شکل می‌دهند.
این دو عبارت البته تا نیمه سده بیستم م. تعریف روشنی نداشته و توسط پژوهشگران گوناگون به‌جای یکدیگر به‌کار می‌رفته‌اند. اما پانوفسکی آن‌ها را دو رویکرد مجزا دانسته و تفاوتشان را چنین بیان می‌کند: شمایل‌نگاری بررسی موضوع اصلی اثر هنری است، در حالی‌که شمایل‌شناسی تلاشی است برای واکاوی جایگاه آن موضوع درون فرهنگی که آن را آفریده.
پس از او نیز این مرز مشخص را شماری از تفسیرگران هنر نپذیرفته‌اند، اما برخی دیگر بر این باورند که دانش شمایل‌شناسی در نهایت می‌تواند مفهومی برای تصویر بسازد که زبان‌شناسی برای واژه ساخته‌است. برای انجام یک تفسیر محتوایی کامل و تمام‌عیار به مدارک و توانی بیش از آشنایی با مضامین خاص یا مفاهیمی که از طریق منابع ادبی انتقال داده می‌شود، نیاز است. ازین روست که پانوفسکی ادعا می‌کند که از طریق تفسیری جامع و تمام‌عیار از معنای ذاتی یا محتوایی قادر به شناسایی و تشخیص ویژگی‌های یک شیوه فنی خاص در یک کشور، دوره زمانی مشخص یا هنرمندی خاص خواهیم بود. به باور پانوفسکی، شمایل‌شناسی تلاش دارد اصول پایه‌ای برآمده از گرایشهای اساسی یک ملت، یک دوران، یک طبقه، یک مذهب یا یک تفکر فلسفی را تبیین کند که توسط یک شخص هماهنگ شده‌اند و آمیخته به‌هم در یک اثر هنری پدیدار گشته‌اند.

## مراحل شمایل‌شناسی
پانوفسکی سه گام توصیف پیش‌شمایل‌نگارانه، تحلیل شمایل‌نگارانه و تفسیر شمایل‌شناسانه را در بررسی اثر هنری ـ فرهنگی مشخص می‌کند.
آنچه در مرحله سوم به‌دست می‌آید معنای واقعی یا محتوایی است. این معنا هنگامی درک می‌شود که سازه‌های بنیادین اندیشه، دین، فلسفه و باورهای یک ملت شناسایی گردد. فهم این ارزش‌های نمادین که گاه خود هنرمند نیز ناخودآگاه از آن‌ها بهره برده، هدف پایه‌ای شمایل‌شناسی به‌شمار می‌رود.